# Fleix (Vall de Laguart)
Fleix, también llamado Poble d'Enmig («Pueblo de En medio»), es un núcleo de población que, junto con Benimaurell, Campell y Fontilles, forma el municipio de Vall de Laguart, en la comarca de la Marina Alta, al noreste de la provincia de Alicante (España). En Fleix radica el ayuntamiento y, por ende, ejerce como capital municipal. Cuenta con una población de 200 habitantes (INE 2015).

## Historia
Hasta 1609, momento de la expulsión de los moriscos, Fleix (también escrito Fleig o Alfeche) era un pueblo independiente, pero tras la repoblación en 1611 pasó a formar una unidad junto con Campell y Benimaurell. El núcleo originario está en torno a la iglesia de San Pascual y a partir de allí creció primero por las calles de Sant Joan y de Sant Pasqual y después por la calle Major, que llega a la carretera, donde se alza el ayuntamiento. En la década de 1990 el núcleo de Fleix contaba con 90 casas.

## Patrimonio
- Iglesia de Santa Teresa y San Pascual (Església de Santa Teresa i Sant Pasqual): sencillo edificio que consta de una sola nave de planta rectangular con cubierta a dos aguas y capillas laterales, construido en 1730.[1]